# Kaarlo Juho Ståhlberg

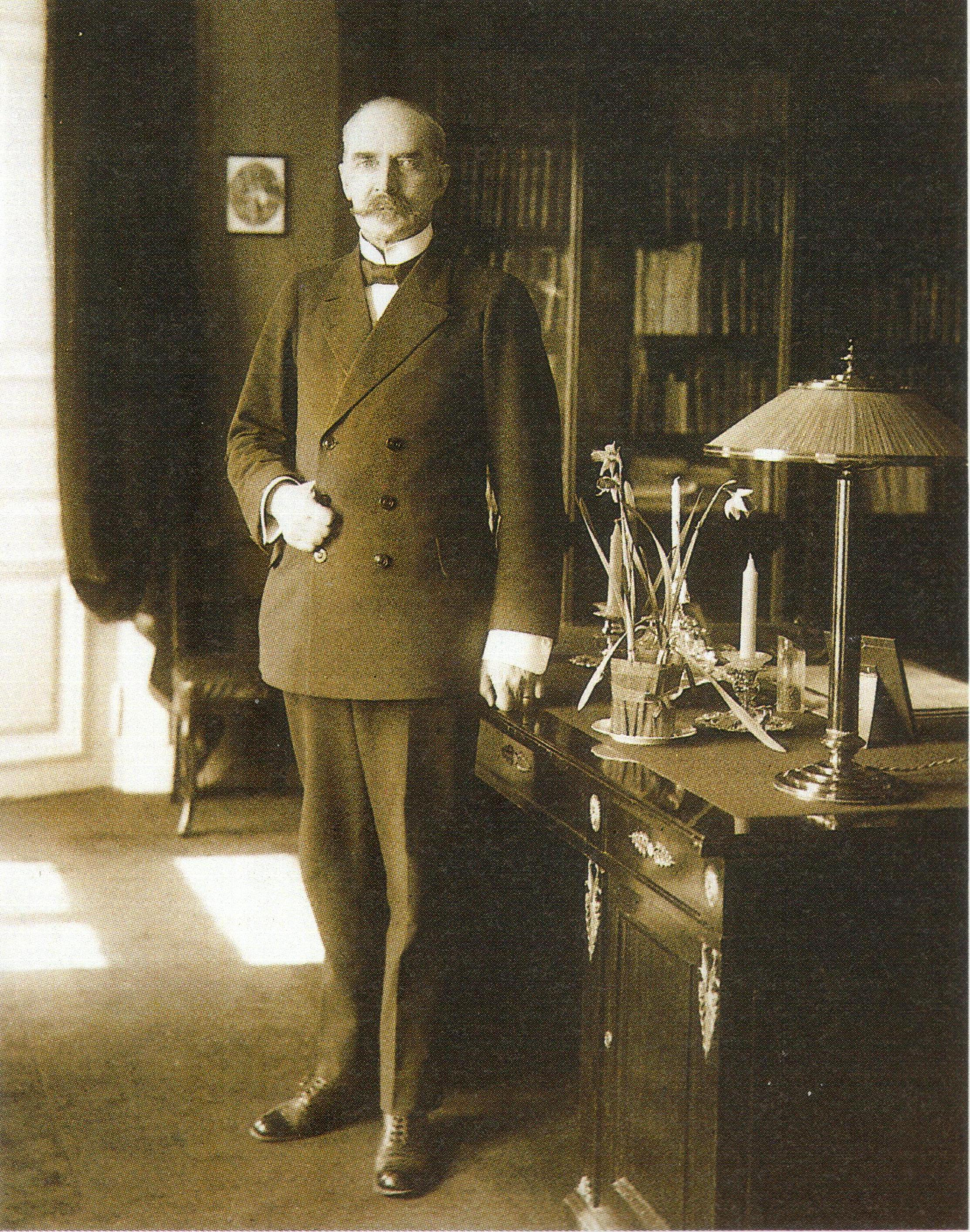
Präsident K.J. Ståhlberg in seinem Arbeitszimmer

Kaarlo Juho Ståhlberg [ˈkɑːrlɔ ˈjuhɔ ˈstoːlbærj] (* 28. Januar 1865 in Suomussalmi; † 22. September 1952 in Helsinki) war 1919 bis 1925 der erste Präsident der Republik Finnland. 

## Leben
Der Jurist Ståhlberg war für mehrere Wahlperioden Mitglied des finnischen Landtags und des Reichstags. Er repräsentierte dort zunächst die Jungfinnische Partei, dann die liberale Nationale Fortschrittspartei. Von 1908 bis 1918 lehrte er als Professor für Verwaltungsrecht an der Universität Helsinki und führte von 1918 bis 1919 den Vorsitz des Obersten Verwaltungsgerichts.
Am 25. Juli 1919 wurde Ståhlberg mit großer Mehrheit im Reichstag zum Staatspräsidenten gewählt, unterstützt von Liberalen, Sozialdemokraten und der Bauernpartei (Präsidentschaftswahl 1919).  Der bisherige Reichsverweser Gustaf Mannerheim als Kandidat des konservativen und nationalistischen Lagers unterlag. Ståhlberg versuchte, zwischen den vom Bürgerkrieg verhärteten politischen Lagern zu vermitteln und nahm Sozialreformen in Angriff. Trotz positiver Regierungsbilanz verzichtete er auf die Kandidatur für eine zweite Amtszeit, in der Hoffnung, damit eine Verfassungstradition begründen zu können, die dem parlamentarischen Prinzip den Vorzug vor dem präsidentiellen geben würde.
Von 1926 bis 1946 wirkte er als Mitglied im Rechtsausschuss und beeinflusste die finnische Gesetzgebung nachhaltig.
Ståhlberg und seine Ehefrau Ester wurden am 14. Oktober 1930 von bewaffneten Anhängern der faschistischen Lappobewegung entführt. Von Helsinki–Kulosaari wurden sie nach Joensuu gebracht und unter Druck gesetzt, sich in die Sowjetunion ins Exil zu begeben. Die Aktion scheiterte, und der Mitverschwörer Generalmajor Kurt Martti Wallenius wurde aus dem Dienst entfernt. 
Bei den Präsidentschaftswahlen 1931 und 1937 kandidierte Ståhlberg erneut, unterlag aber 1931 Pehr Evind Svinhufvud im dritten Wahlgang um zwei Stimmen und verfehlte 1937 im ersten Wahlgang die absolute Mehrheit nur um eine Stimme.